# Morti nel 311
| Questa pagina contiene informazioni ricavate automaticamente dalle voci biografiche con l'ausilio del template Bio e di un bot. L'aggiornamento è periodico e automatico e ricostruisce completamente la pagina. Se manca una persona in questa lista, sei pregato di non aggiungerla, ma accertati piuttosto che la sua voce biografica contenga il template Bio e che i dati anagrafici siano correttamente compilati. Se il template Bio manca, inseriscilo tu stesso o, in alternativa, metti l'avviso {{tmp\|Bio}} che ne segnala la mancanza. Se i dati riportati sono sbagliati, correggi direttamente la voce biografica; le modifiche saranno visibili in questa lista entro pochi giorni. Per chiarimenti vedi il progetto biografie. La lista contiene solo le 8 persone che sono citate nell'enciclopedia e per le quali è stato implementato correttamente il template Bio. Pagina aggiornata al 10 feb 2025. |

- 3 gennaio - Pietro Balsamo
- 30 gennaio - Santa Savina, romana
- 5 maggio - Galerio, imperatore e militare romano
- 25 novembre - Pietro I di Alessandria, vescovo e santo greco antico
- Santa Dorotea, santa greca antica
- Eumenio, retore romano (n. 260)
- Metodio di Olimpo, scrittore e santo greco antico
- Silvano di Emesa, vescovo